# トゥールニュ
トゥールニュ、トゥルニュ（仏: Tournus）はブルゴーニュ＝フランシュ＝コンテ地域圏ソーヌ＝エ＝ロワール県東部に位置する、人口6000人ほどのコミューン。

## 地理
トゥールニュはソーヌ川右岸（西岸）に位置し、パリからは南東359キロメートル、県庁所在地であるマコンから北へ20kmほどにあたる。パリとは直通ではないものの鉄道でも接続されており、リヨン駅よりTGVで2時間ほどのシャロン＝シュル＝ソーヌ駅で在来線に乗り換えてさらに15分ほどの所要時間である。また、船を利用してソーヌ川の沿岸各地からのアクセスも可能である。
石灰岩でできたグレーピンクの町並みが特徴である。町の北端は、正面である西側に城門を従えたサン・フィリベール教会で終わっている。中世においては、北部は修道院の敷地として完全に城壁に囲まれており、南部に市民の区画が発達していった。市庁舎は中心部に存在する。
東にはソーヌ川にかかる橋を備えており、古い町並みの全容を見渡すことができる（本項上部の図参照）。

## 歴史
紀元前にはガリア人の水運基地として、その後はローマ帝国の手が伸びると軍隊の駐屯地として利用された。179年には聖ヴァレリアンがリヨンから避難してきてトゥールニュでキリスト教の宣教を行った。彼はこの地で没したが、4世紀に彼の墓に巡礼する人々のために礼拝堂が設けられた。6世紀にはこの地を支配していたブルグント王国によって聖ヴァレリアンに捧げられた修道院が建設された。9世紀までにこの修道院は衰退するが、875年にノワールムティエ島から聖フィリベールの遺骸を携えて避難して来た修道士たちにカロリング朝からこの跡地を寄進され定住した。 ちなみに聖フィリベールの遺骸はノワールムティエ島を836年に発し、トゥールニュに落ち着くまでの39年間、5箇所の土地を転々とした。
10世紀中ごろになるとマジャール人の侵略を受けるが、11世紀には復興を遂げた。
中世、修道院が隣接した都市では修道院との関係が、1.修道院により支配、2.修道院を支配、3.並立 という3パターンに分類される状態になるが、修道院を北に控えたトゥールニュはこのうち3つめのパターンとなり、ほどよい対立状態のまま推移した。修道院側は修道院の周囲に城壁をめぐらし防衛力を強化、15世紀には国による調停を受けるも、この防衛施設の整備は継続された。この対立は結局、都市住民側の勝利となった。1785年に修道院は解散させられた。
2002年にはサン・フィリベール教会の周歩廊の床下からロマネスクの床モザイクが発掘された。

## 名所
11世紀初頭に建設された、ブルゴーニュ地方のロマネスク様式をみせるサン・フィリベール教会がある。1785年に解散させられるまではベネディクト会に属していた。フランスで最大級の初期ロマネスク様式の教会堂でもある。実際の様式は複数の地方を起源とする様式の折衷で、例えばファサードには北部イタリアを発祥とするロンバルディア帯が見られ、後陣の周歩廊の床モザイクもイタリアに多く見られるものである。一方で交差部の柱頭デザインはブルゴーニュ地方の典型とも評されている。ファサードの双塔は片方が鐘塔を欠くが、これはもともとそのように設計されたものである。身廊は背の高い円柱で支えられた、横断ヴォールトの天井を戴いている。このヴォールトは横向き（東西方向に伸びる身廊に対して南北方向に向く）のヴォールトで、あまり類例のない珍しいものであるが、他にも各所に多様なヴォールトが用いられている。聖歌隊席のある交差部から後陣にかけての地下には3つの長方形の放射状祭室をもつクリュプタを備えている。1840年、「歴史的記念建造物」に指定された。
この他にも同じく「歴史的記念建造物」に指定されたラ・マドレーヌ教会が町の南部に、町の北部サン・フィリベール教会のやや南に位置するサン・ヴァレリアン教会といった教会堂がある。

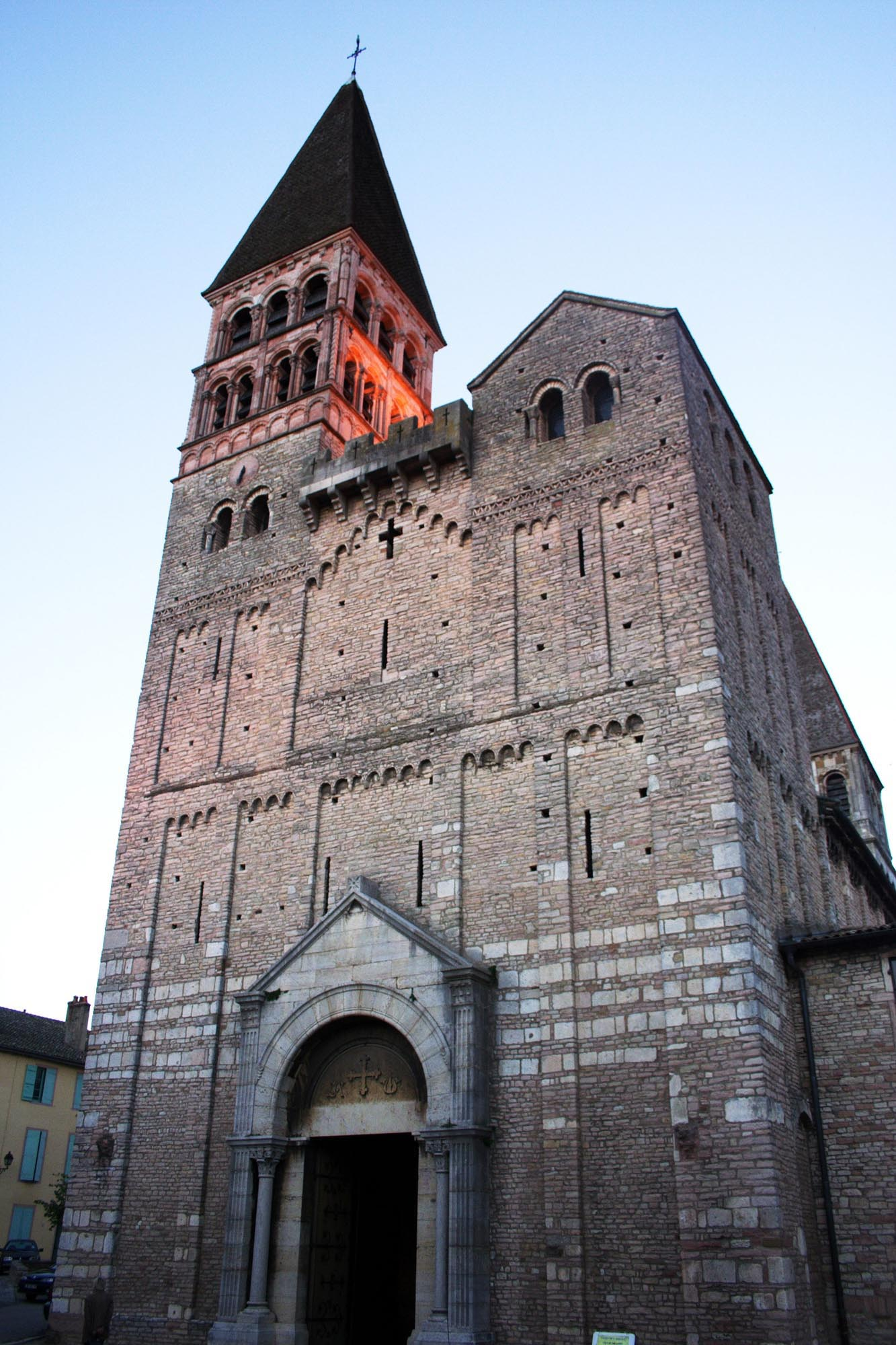
サン・フィリベール教会のファサード。上部には防御用に石落としも装備している
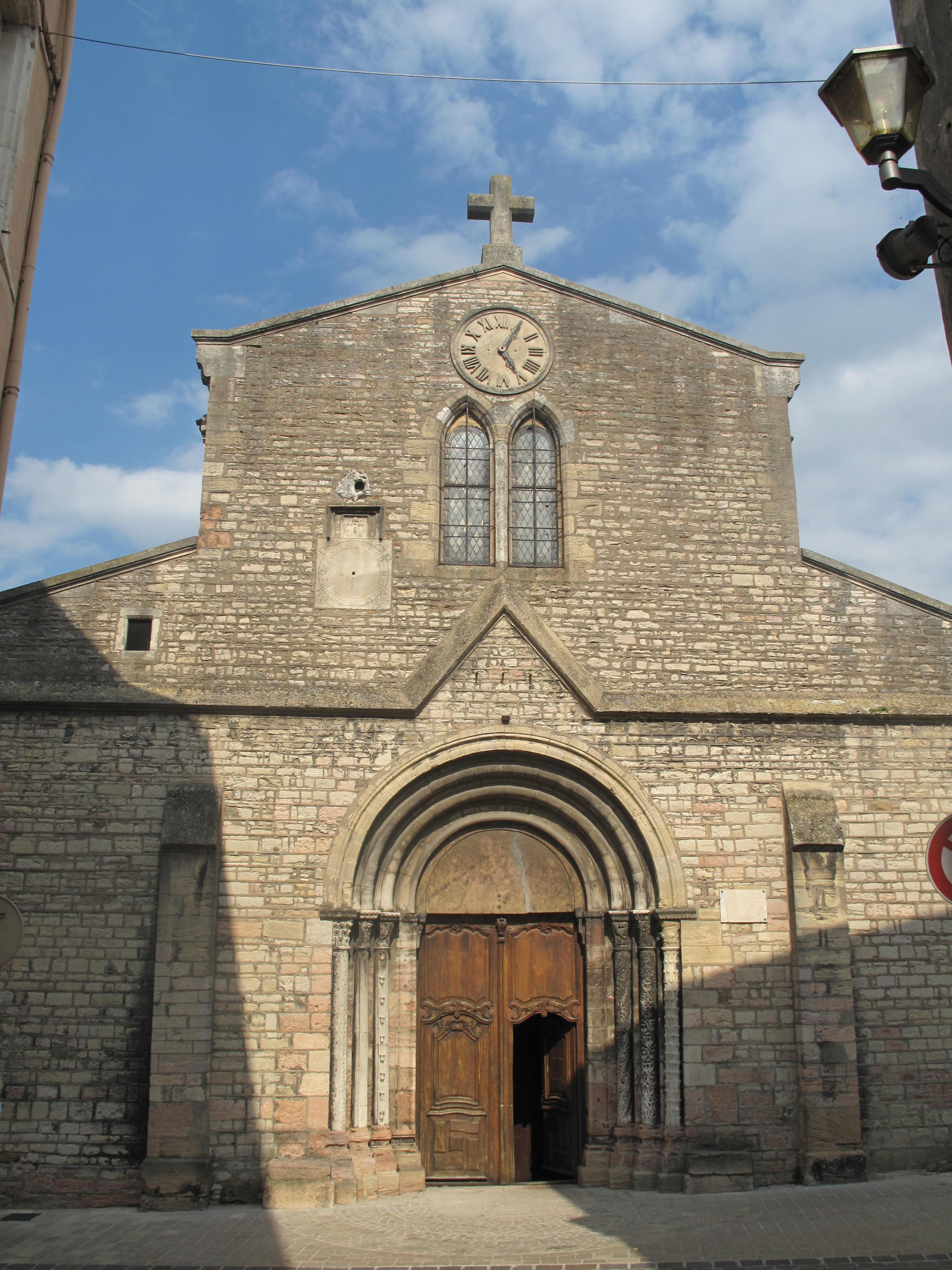
ラ・マドレーヌ教会
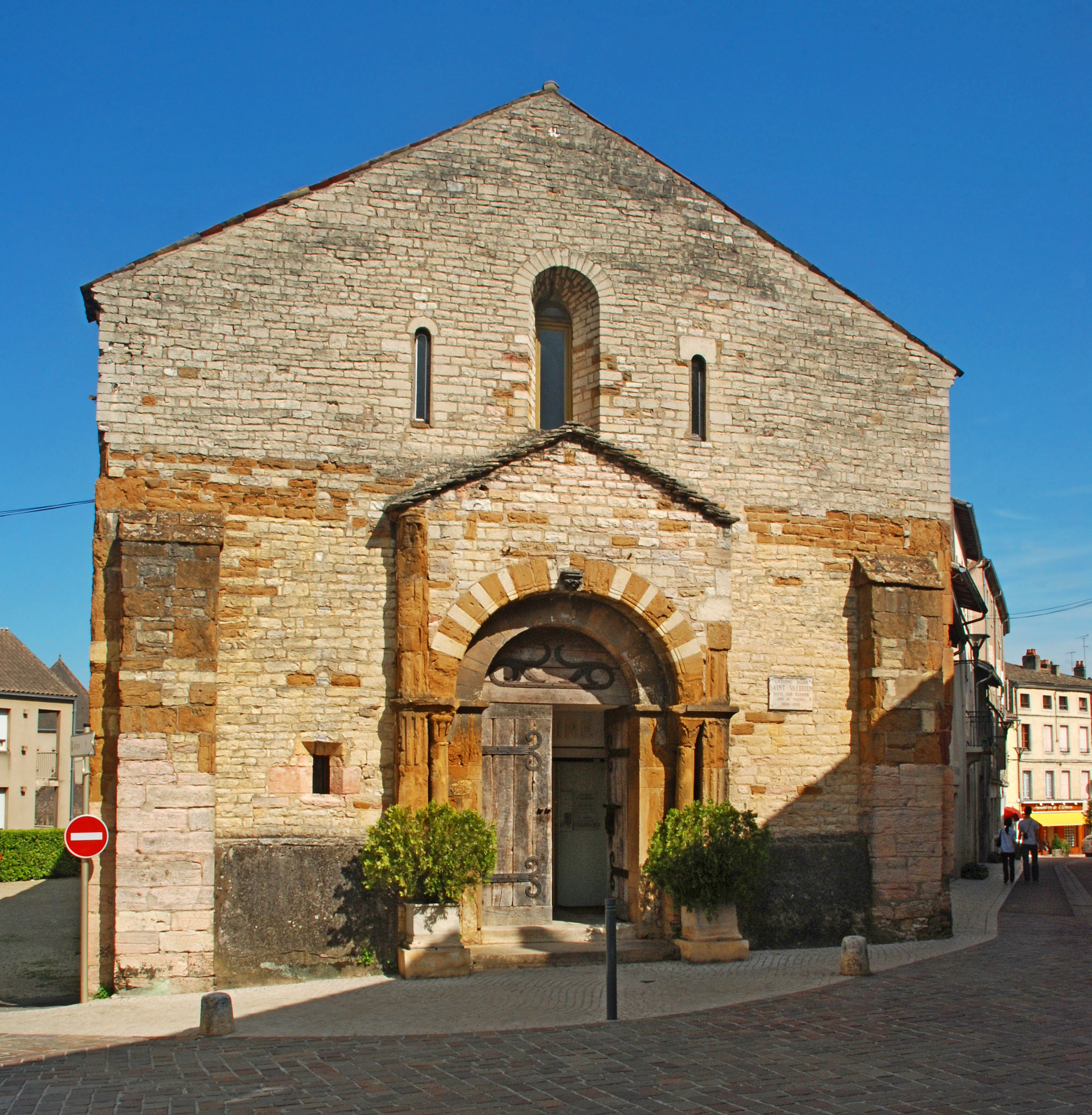
サン・ヴァレリアン教会

## 人口
人口の推移を下表に示す。

## 経済
市街の周囲にはブドウ畑があり、それらを用いたワインと、同様に近隣にある採石場からとれる石材が主要な産物である。椅子作りも主要な産業となっている。金属工業も行われている。

## 著名な出身者
18世紀から19世紀初頭にかけて生きた画家であるジャン＝バティスト・グルーズの生誕地である。

## 翻訳元参考文献
- INSEE
- この記事にはアメリカ合衆国内で著作権が消滅した次の百科事典本文を含む: Chisholm, Hugh, ed. (1911). "Tournus". Encyclopædia Britannica (英語). Vol. 27 (11th ed.). Cambridge University Press. p. 107.